# 五味常明
五味 常明（ごみ つねあき、1949年7月22日 - ）は、日本の医師、医学者、博士（医学）、文筆家。
日本心療外科研究会代表。2008年から流通経済大学社会学部客員教授、同大学スポーツ健康科学部客員教授。

## 人物
長野県茅野市生まれ。長野県諏訪清陵高等学校を経て、1973年一橋大学商学部卒業。大学ではESSに所属。
1979年昭和大学医学部卒業。2002年昭和大学に論文"Detection of novel gene rearrangement in the c-myc and c-fos region in an IgA κ type multiple myeloma"を提出し、博士（医学）の学位を取得。
昭和大学形成外科等で形成外科学、多摩病院精神科等で精神医学を専攻。1984年に東京都新宿区に五味クリニックを開業し、院長に就任。大阪市西区にも医院を開設のほか、体臭多汗研究所設立。

## 著書
- 『体臭・多汗の正しい治し方』多汗症わきが研究所、1987
- 『君の心身の悩みQ&A 包茎手術を受ける前に読む本』ハート出版、1989
- 『母親はなぜ息子育てが下手か 息子の中のおとこ育て』ハート出版、1989
- 『もうニオイで悩まない 体臭・多汗と心のクリニック』体臭多汗研究所、1995
- 『お母さんのオチンチン育て』青樹社　1996　らいふあっぷ文庫
- 『もう汗で悩まない 多汗治療の最前線』体臭多汗研究所、1997
- 『デオドラント革命』ハート出版、2004
- 『目からウロコの「男の子」育て "性長"なくして"成長"なし』ハート出版、2004
- 『読むだけで汗が少なくなる本』講談社、2004
- 『体臭恐怖 体のニオイで人を恐れるあなたに』ハート出版、2006
- 『発汗健康法岩盤浴の秘密 遠赤外線とマイナスイオンの驚くべきパワー』ハート出版、2006
- 『汗をかけない人間は爬虫類化する』2007　祥伝社新書
- 『岩盤浴パワーの魅力 発汗毒だしダイエットで幸せ体質になる!』主婦の友社、2007
- 『新・もう汗で悩まない 「汗博士」による多汗治療の最前線』ハート出版、2010
- 『暑さに負けないクールダウン健康法』アスコム、2011
- 『気になる口臭・体臭・加齢臭』旬報社、2011

## 共著
- 介護・臭いで困っていませんか イラスト版』須藤章共著　講談社、2001　健康ライブラリー
- 『楽しくなければ介護じゃない! 介護職を始める人の必須読本』須藤章共著　ハート出版、2003
- 『汗っかきを治す72のワザ+α その手があったか! 発言小町の知恵+医師のアドバイス』読売新聞大手小町編集部共著　保健同人社、2010　これ効き!シリーズ